# Paul Robinson (fumettista)
Paul Robinson (Kenton, 19 giugno 1898 – Glen Ridge, 21 settembre 1974) è stato un fumettista statunitense.
Proveniente da una famiglia di contadini, iniziò la sua carriera da disegnatore nel 1919 negli studi di animazione della Bray Productions a New York, cominciando a realizzare tavole e strisce per la Central Press Association, per poi proseguire con il King Features Syndicate (dopo che la Central Press fu rilevata dal King Features nel 1930).
Nel 1924 si occupò brevemente dei disegni per la striscia Samson and Delia di Tim Early e H. C. Witwer. Nel dicembre 1925 creò Etta Kett, una teenager il cui nome riflette gli iniziali intenti educativi di Robinson in tale striscia, essendo simile al termine etiquette (ossia "galateo"). Etta Kett fu pubblicata in più di 50 quotidiani statunitensi per quasi 50 anni (ossia dal 1925 fino alla morte di Robinson, avvenuta nel 1974).
Oltre ad Etta Kett, Robinson realizzò anche The Love-Byrds e Just Among Us Girls.